# 仁川大入口駅
仁川大入口駅（インチョンデイックえき）は、大韓民国仁川広域市延寿区にある仁川交通公社1号線の駅である。駅番号は(I136)。

## 駅構造
- 相対式ホーム2面2線の地下駅。

## 駅周辺
- 1番出口：仁川大学校、ブリッジホテル仁川松島（旧松島スカイパークホテル、ベニチア仁川松島ブリッジホテル）
- 2番出口： 松島ザショップパークアベニューF16、松島ザショップファーストパーク15ブロック方面
- 4番出口：仁川スタートアップパーク、オラカイソンドパークホテル、ザショップ松島セントラルパーク3次/松島セントラルパーク方面

## 歴史
- 2009年6月1日 - 開業。

## 隣の駅
仁川交通公社
●1号線
知識情報団地駅 (I135) - 仁川大入口駅 (I136) - セントラルパーク駅 (I137)